# ICHEP
ICHEP или International Conference on High Energy Physics (Международная конференция по физике высоких энергий) — крупнейшая международная научная конференция в области физики элементарных частиц, на которой собираются ведущие теоретики и экспериментаторы мира. Впервые была проведена в 1950 году, с 1960 года проходит раз в два года. Поскольку первые конференции проходили в Рочестере (штат Нью-Йорк, США), их также называют Рочестерскими конференциями.

## География
- I Рочестер (1950)
- II Рочестер (1952)
- III Рочестер (1952)
- IV Рочестер (1954)
- V Рочестер (1955)
- VI Рочестер (1956)
- VII Рочестер (1957)
- VIII Женева (1958)
- IX Киев (1959)
- X Рочестер (1960)
- XI Женева (1962)
- XII Дубна (1964)
- XIII Беркли (1966)
- XIV Вена (1968)
- XV Киев (1970)
- XVI Чикаго (1972)
- XVII Лондон (1974)
- XVIII Тбилиси (1976)
- XIX Токио (1978)
- XX Мэдисон (1980)
- XXI Париж (1982)
- XXII Лейпциг (1984)
- XXIII Беркли(1986)
- XXIV Мюнхен (1988)
- XXV Сингапур (1990)
- XXVI Даллас (1992)
- XXVII Глазго (1994)
- XXVIII Варшава (1996)
- XXIX Ванкувер (1998)
- XXX Осака (2000)
- XXXI Амстердам (2002)
- XXXII Пекин (2004)
- XXXIII Москва (2006)
- XXXIV Филадельфия (2008)[1]
- XXXV Париж (2010)[2]
- XXXVI Мельбурн (4-11 июля 2012)[3]
- XXXVII  Валенсия (2014)
- XXXVIII Чикаго (2016)
- XXXIX   Сеул (2018)
- XL      Прага (2020), virtual
- XLI     Болонья (2022)
- XLII     Прага (2024)

## ICHEP 2012
Проходила с 4 по 11 июля 2012 года в Мельбурне. На ней были обнародованы результаты работы БАК за первую половину 2012 года, в частности было заявлено об открытии новой частицы, которая предположительно соответствует бозону Хиггса. Также были представлены результаты по поиску на детекторе CMS распадов Bs-мезонов (состоит из кварков s и анти-b) и B-мезонов (d и анти-b) на мюон-антимюонную пару.